# Практичанский сельсовет
Практича́нский сельсове́т — сельское поселение в Мазановском районе Амурской области.
Административный центр — село Практичи.

## История
Практичанский сельсовет был образован в 1922 году. 
3 декабря 2004 года в соответствии с Законом Амурской области № 384-ОЗмуниципальное образование наделено статусом сельского поселения.

## Население
| 2002 | 2010 | 2011 | 2012 | 2013 | 2014 | 2015 |
| ---- | ---- | ---- | ---- | ---- | ---- | ---- |
| 575  | ↘504 | ↘502 | ↘480 | ↘473 | ↘464 | ↘460 |
| 2016 | 2017 | 2018 | 2021 |      |      |      |
| ↗466 | ↘465 | ↘460 | ↘258 |      |      |      |

## Состав сельского поселения
| № | Населённый пункт | Тип населённого пункта       | Население |
| - | ---------------- | ---------------------------- | --------- |
| 1 | Практичи         | село, административный центр | ↘385      |
| 2 | Сохатино         | село                         | ↘75       |